# Бенфіка (Луанда)
«Бенфіка Луанда» (порт. Sport Luanda e Benfica) — ангольський футбольний клуб із міста Луанда, який виступає в лізі «Жирабола». Домашні матчі проводить на стадіоні «Естадіу дос Сокуейрош», яки вміщує 12 000 глядачів.

## Історія
Клуб було створено 1922 року як філіал «Бенфіки» (Лісабон, Португалія). Таким чином, обидві «Бенфіки» мали схожі емблеми та клубні кольори. Пізніше був перейменований у «Санаменту Рангол». За підсумками сезону 1995 року він завоював право з наступного сезону виступати у Вищому дивізіоні. «Бенфіка Луанда» до 2005 року жодного разу не перемагала в лізі «Жирабола» та Кубку Анголи.
Прізвисько клубу — Águias de Luanda означає «Орли Луанди» (оскільки орел — це символ луандійської «Бенфіки»). 2000 року клубу повернули колишню назву «Бенфіка Луанда». У 2003 році «Бенфіка Луанда» вилетіла до другого дивізіону, але вже 2004 року посіла друге місце в другому дивізіоні та отримала путівку до ліги «Жирабола». У 2005 році команда фінішувала на 6-му місці в першому дивізіоні. У сезоні 2014 року за підсумками чемпіонату «Бенфіка» (Луанда) посіла третє місце й отримала бронзові медалі турніру. Крім того, 2014 року клуб виграв Кубок Анголи.

## Досягнення команди в національних турнірах
- Гірабола
  -  Бронзовий призер (2): 2009, 2014

- Кубок Анголи:
  -  Володар (1): 2014[1]
  -  Фіналіст (2): 2006, 2007

- Суперкубок Анголи:
  -  Володар (1): 2007
  -  Фіналіст (1): 2015

## Стадіон
Клуб проводить свої домашні поєдинки на державному стадіоні «Ештадіу душ Конкейруш», який вміщує 12 000 уболівальників. У 2012 році в селі Какуако, поблизу Луанди, почалося будівництво їх власного стадіону та спортивної бази.

## Статистика виступів у національних турнірах
| Сезон | Рівень | Міс | Іг | В  | Н  | П  | Забиті | Пропущені | Очки | Кубок Анголи | Бомбардир  |
| ----- | ------ | --- | -- | -- | -- | -- | ------ | --------- | ---- | ------------ | ---------- |
| 1999  | 1-ий   | 8   | 28 | 8  | 10 | 10 | 26     | 30        | 34   |              |            |
| 2000  | 1-ий   | 8   | 26 | 11 | 2  | 13 | 36     | 45        | 35   |              |            |
| 2001  | 1-ий   | 9   | 26 | 8  | 8  | 10 | 37     | 33        | 32   |              |            |
| 2002  | 1-ий   | 8   | 26 | 8  | 8  | 10 | 23     | 27        | 32   |              |            |
| 2003  | 1-ий   | 12  | 26 | 7  | 7  | 12 | 26     | 36        | 28   |              |            |
| 2004  | 2-ий   | 2   |    |    |    |    |        |           |      |              |            |
| 2005  | 1-ий   | 5   | 26 | 10 | 7  | 9  | 19     | 13        | 37   |              |            |
| 2006  | 1-ий   | 8   | 26 | 10 | 2  | 14 | 23     | 28        | 32   | Фіналіст     |            |
| 2007  | 1-ий   | 10  | 26 | 9  | 8  | 9  | 22     | 21        | 35   |              |            |
| 2008  | 1-ий   | 5   | 26 | 10 | 7  | 9  | 33     | 28        | 37   |              |            |
| 2009  | 1-ий   | 3   | 26 | 14 | 5  | 7  | 42     | 32        | 47   |              |            |
| 2010  | 1-ий   | 10  | 30 | 11 | 6  | 13 | 34     | 39        | 39   |              |            |
| 2011  | 1-ий   | 13  | 30 | 9  | 8  | 13 | 33     | 36        | 35   |              |            |
| 2012  | 1-ий   | 12  | 30 | 7  | 13 | 10 | 32     | 37        | 34   |              |            |
| 2013  | 1-ий   | 10  | 30 | 7  | 14 | 9  | 29     | 30        | 35   |              |            |
| 2014  | 1-ий   | 3   | 30 | 14 | 13 | 3  | 31     | 18        | 55   | Чемпіон      |            |
| 2015  | 1-ий   | 3   | 30 | 14 | 11 | 5  | 35     | 23        | 53   |              | Педру – 11 |

## Виступи клубу на міжнародній арені
| Сезон | Змагання               | Раунд            | Суперник             | Вдома | На виїзді | Загальний |
| ----- | ---------------------- | ---------------- | -------------------- | ----- | --------- | --------- |
| 2007  | Кубок Конфедерації КАФ | 1-ий Раунд       | Сан-Педро Клаверт    | 2–0   | 5–1       | 7–1       |
| 2007  | Кубок Конфедерації КАФ | 1/16 фіналу      | ФК «Астерес»         | 4–0   | 1–1       | 4–11      |
| 2007  | Кубок Конфедерації КАФ | 1/32 фіналу      | Мотема Пембе         | 4–1   | 0–0       | 4–1       |
| 2015  | Кубок Конфедерації КАФ | Попередній раунд | Мессагер ФК де Нгозі | 2–0   | 1–0       | 3–0       |
| 2015  | Кубок Конфедерації КАФ | Перший раунд     | Етуаль дю Сахель     | 1–1   | 0–1       | 1–2       |

1 «Бенфіка» була дискваліфікована з турніру за виставлення не заявленого гравця.

## Склад команди
Станом на вересень 2016
| №  | Поз. | Нац.        | Гравець                           |
| -- | ---- | ----------- | --------------------------------- |
| 1  | ВР   | Бразилія    | Фернанду Жуніор Перейра да Сильва |
| 2  | ПЗ   | Ангола      | Мануель Гаспар Кошта              |
| 4  | ЗХ   | Ангола      | Дебеле Едгар Еліаш Ебо Кіссанга   |
| 5  | ЗХ   | Бразилія    | Джеферсон Мігел да Сильва         |
| 6  | НП   | Ангола      | Бабі Вальдемар Денсу Антоніу      |
| 7  | НП   | ДР Конго    | Ерік Боканга                      |
| 8  | НП   | Ангола      | Хеліу Роке                        |
| 10 | ПЗ   | Кот-д'Івуар | Саван Алі                         |
| 11 | ПЗ   | Ангола      | Амару Амандіу Феліпе да Кошта     |
| 12 | ВР   | Ангола      | Ельбер Хорхе Мота Фаял Дельгаду   |
| 13 |      | Ангола      | Ладіслау Мануел Пачеку Ресенде    |
| 14 | НП   | Ангола      | Ваду                              |
| 15 | ЗХ   | Португалія  | Клаудіу Рікарду Кунья Боргеш      |

| №  | Поз. | Нац.     | Гравець                              |
| -- | ---- | -------- | ------------------------------------ |
| 16 | ЗХ   | Ангола   | Аді Агостінью Домінгуш Паулу         |
| 17 | НП   | Ангола   | Бена Дівелука Сімау Насіменту        |
| 18 | ЗХ   | Бразилія | Сідней Кандеяш                       |
| 19 | НП   | Бразилія | Дуглаш Тардін                        |
| 21 | ЗХ   | Ангола   | Панілсон Феліціану Фелісберту Жавела |
| 22 | ВР   | Ангола   | Той                                  |
| 23 | НП   | Польща   | Яцек Магджинський                    |
| 24 | ЗХ   | Ангола   | Гоміту II Нельсон Сумбу Фонсека      |
| 26 | ЗХ   | Ангола   | Маріану Рібейру Лувунга              |
| 27 | ПЗ   | Ангола   | Кілой Жанкейра Жасінту Дала          |
| 29 | ПЗ   | Ангола   | Жозе Макая Канга                     |
| 30 | ЗХ   | Ангола   | Андерсон                             |
| –  |      | Ангола   | Пачеку                               |

## Відомі тренери
| Тренер                               |                 | Роки |                 | Ліга | Кубок             | Суперкубок |
| ------------------------------------ | --------------- | ---- | --------------- | ---- | ----------------- | ---------- |
| Жоау Клаудіу ді Алмейда Міллер Гомеш | (????)          | -    | (травень 2002)  |      |                   |            |
| Антоніу Карлуш                       | (2003)          | -    | (серпень 2003)  |      |                   |            |
| Кіту Рібейру                         | (2004)          | -    | (????)          |      |                   |            |
| Зека Амарал                          | (січень 2005)   | -    | (листопад 2008) |      |                   |            |
| Агостінью Трамагал                   | (грудень 2008)  | -    | (квітень 2009)  |      |                   |            |
| Жорже Пласіду                        | (квітень 2009)  | -    | (травень 2009)  |      |                   |            |
| Жоакім Муюмба                        | (травень 2009)  | -    | (листопад 2009) |      |                   |            |
| Мабі ді Алмейда                      | (січень 2010)   | -    | (травень 2010)  |      |                   |            |
| Жорже Пласіду                        | (травень 2010)  | -    | (травень 2010)  |      |                   |            |
| Жоакім Муюмба                        | (травень 2010)  | -    | (листопад 2010) |      |                   |            |
| Амару Феррейра                       | (листопад 2010) | -    | (травень 2011)  |      |                   |            |
| Луїш Маріану                         | (травень 2011)  | -    | (листопад 2011) |      |                   |            |
| Жорже Умберту Чавеш                  | (січень 2012)   | -    | (травень 2012)  |      |                   |            |
| Абіліу Амарал                        | (травень 2012)  | -    | (липень 2013)   |      |                   |            |
| Ромеу Філемон                        | (липень 2013)   | -    | (листопад 2013) |      |                   |            |
| Зека Амарал                          | (січень 2014)   | -    |                 |      | Кубок Анголи 2014 |            |